# Vilufushi
Vilufushi is een van de bewoonde eilanden van het Thaa-atol behorende tot de Maldiven.

## Demografie
Vilufushi telt (stand december 2006) 925 vrouwen en 946 mannen.